# Seven Drunken Nights
Seven Drunken Nights es una canción humorística del folclore irlandés. Es una variación del tema escocés Our Goodman.
La canción cuenta la historia de un borracho crédulo que noche tras noche descubre nuevas evidencias sobre el amante de su mujer, la cual presenta explicaciones absurdas e implausibles.

## Historia
Our Goodman fue compuesta en los años 1770 por Francis James Child. Existe otra versión creada en la década anterior en una octavilla bajo el título: The Merry Cuckold and the Kind Wife. Dicho volante fue traducido al alemán e introducido en Hungría y Escandinavia. En cuanto a esta otra pieza, empezó a ser popular a partir del siglo XIX.
Cada estrofa de Seven Drunken Nights representa las noches diarias en verso acompañada de un estribillo en el que el narrador llega a casa en estado de embriaguez y se va encontrando ante las evidencias de la existencia de otro hombre que ha estado con su mujer, la cual declara excusas poco convincentes. La canción también pasó a formar parte de la cultura folclórica estadounidense.
La canción pasó de ser una tradición oral a tener una recepción a nivel internacional con The Dubliners, los cuales grabaron el sencillo en 1967 y alcanzó el séptimo puesto del chart británico y número 1 en Irlanda. También apareció a través del programa televisivo musical: Top of the Pops gracias a su radiodifusión en Radio Caroline, sin embargo, la pieza fue censurada en las emisoras nacionales.

## Letras

### Noches de lunes a viernes
En la primera noche (del lunes), el narrador ve un extraño caballo frente a la puerta de su casa:

As I went home on Monday night as drunk as drunk could be,
I saw a horse outside the door where my old horse should be.
Well, I called me wife and I said to her: "Will you kindly tell to me
Who owns that horse outside the door where my old horse should be?"

Mientras regresaba a casa un lunes por la noche tan borracho como solía estar,
Vi un caballo en el portal de mi casa donde se suponía que mi viejo caballo debería estar.
Bueno, llamé a mi mujer y le dije: ""Serías tan amable de decirme
De quién es ese caballo que está afuera donde mi caballo debería estar?

Es entonces cuando su mujer le responde que se trata de un cerdo, regalo de su madre:

"Ah, you're drunk, you're drunk, you silly old fool, still you can not see
That's a lovely sow that me mother sent to me."

"Ay, estás borracho, tan borracho, viejo tontorrón, que no ves que
eso es un adorable cerdo que mi madre me ha enviado."

En cada verso, el narrador encuentra varias inconsistencias en las explicaciones, sin embargo se da por satisfecho con las excusas:

Well, it's many a day I've travelled a hundred miles or more,
But a saddle on a sow sure I never saw before.

Bueno, a lo largo del día he recorrido centenares de millas, e incluso más
Pero estoy seguro de que jamás había visto un cerdo con monturas.

Las siguientes cuatro noches giran en torno a:
| Día de la semana | Evidencia                                                           | Explicación de la mujer | Inconsistencias en las explicaciones |
| ---------------- | ------------------------------------------------------------------- | ----------------------- | ------------------------------------ |
| Martes           | Abrigo (Coat)                                                       | Sábana                  | Sábana con "botones"                 |
| Miércoles        | Pipa (Pipe)                                                         | Flauta                  | Flauta rellena con "tabaco"          |
| Jueves           | Par de botas (Two boots)                                            | Dos macetas             | Dos macetas con "cordones"           |
| Viernes          | Cabeza entre las sábanas A head peering out from beneath the covers | Bebé                    | Bebé con "bigote"                    |

Cada cual tiene en común que son, supuestos, "regalos" de su suegra.

### Noches de sábado y domingo
Debido a que se han considerado "obscenos", no se suelen cantar a menudo. La noche del sábado mantiene el mismo hilo argumental que las demás. En esta aparecen dos manos en los pechos de la mujer, la cual se justifica diciendo que: "se trata de un camisón", aunque el marido se percata de que el "camisón" tiene dedos. En otras versiones la mujer remarca que lo que ve su marido es un martillo, aunque él asegura "no haber visto jamás un "martillo" con preservativo". Esta última se suele reservar para la séptima noche en la que pilla a otro hombre en la cama y le dice que: "nunca jamás había visto a un fulano tan duro". Otras versiones giran en torno a una "zanahoria" con prepucio. Las versiones en directo del domingo noche incluyen el siguiente verso:

As I went home on Sunday night as drunk as drunk could be. I saw me wife inside the bed and this she said to me: Then, the song wraps up with a part from "Never on a Sunday."

Mientras regresaba a casa un domingo por la noche tan borracho como solía estar, vi a mi mujer acostada y me dijo: "jamás en domingo"

Existen otras versiones que incluyen un giro inesperado: el marido ve cómo un hombre sale de su casa poco más de las 03:00, y su mujer contesta que es un "recaudador de impuestos inglés enviado por la Reina (o el Rey de Inglaterra)." Consciente por primera vez de la situación, responde: "Bueno, a lo largo del día he recorrido centenares de millas, e incluso más, pero jamás había visto a un inglés que pudiera aguantar hasta las 03:00". Si bien se aparta del ciclo estándar, el golpe final es más inteligente y lanza una pulla estereotípica a los ingleses.
No obstante, la versión más extendida del domingo es la del marido, el cual ve "una cosa" en "su cosa" donde "su cosa" solía estar. En esta ocasión su mujer le comenta que se trata de un "rodillo", aunque este señala que: "jamás había visto un rodillo hecho de piel". Otros ejemplos son que "la cosa" del amante es realmente una vela, aunque según su marido: sería la primera vez que ve una vela con dos bolas en la base.